# Eustrotia sulphuralis
Eustrotia sulphuralis là một loài bướm đêm trong họ Noctuidae.